# Liacarus yezoensis
Liacarus yezoensis är en kvalsterart som beskrevs av K. Fujikawa och Aoki 1970. Liacarus yezoensis ingår i släktet Liacarus och familjen Liacaridae. Inga underarter finns listade i Catalogue of Life.